# Mehmels
Mehmels – miejscowość i gmina w Niemczech, w kraju związkowym Turyngia, w powiecie Schmalkalden-Meiningen, wchodzi w skład wspólnoty administracyjnej Wasungen-Amt Sand. W roku 2009 gmina o powierzchni 6,46 km² zamieszkiwana była przez 368 mieszkańców.